# ロデオマシーン
『ロデオマシーン』は、日本の女性アイドルグループ・アイドリング!!!が、2015年3月18日にポニーキャニオンからリリースした、通算6枚目のスタジオ・アルバム。

## 背景
前作『GOLD EXPERIENCE』から、約1年2ヶ月振りとなる6thアルバム。
25人編成での前作リリース以後、遠藤舞・菊地亜美・後藤郁・清久レイアが卒業し、21人となった新たな編成で制作された。そして、リリース後の2015年3月末には長野せりな、同年4月に伊藤祐奈が卒業した為、両名最後の収録参加作品となっている。
- アルバムタイトル

アルバムのタイトルには、ロデオ競技に臨む前の準備運動や、ならし運転という意味を込めており、アイドリング!!!のグループ名の由来にダブらせている。そして、タイトルの先頭"ロ"に、グループ6枚目のアルバムの"6(ろ)"を因ませている。連想されるイメージは「荒ぶる馬や牛を牛耳る度胸と技術を競う競技"ロデオ"の如く、アイドル界を闘い抜く決意」としている。
- メインボーカル

収録曲「My Fate」は、アルバムのリード曲に指定されており、メインボーカルには、外岡えりか・横山ルリカ・河村唯・長野せりな・橘ゆりか・大川藍・伊藤祐奈・石田佳蓮・古橋舞悠・関谷真由の10名が選出されている。

## リリース
初回盤A・B、通常盤、Loppi・HMV限定盤の4形態でリリース。初回盤AにはDVDとトレーディングカードA（Aタイプ21種の内ランダム1種）、初回盤BにはBlu-ray DiscとトレーディングカードB（Bタイプ21種の内ランダム1種）、通常盤にはトレーディングカードC（Cタイプ21種の内ランダム1種）の封入特典が付く。また、Loppi・HMV限定盤は、ローソンHMVエンタテイメント関連の店舗のみで発売する特別限定仕様で、初回盤Bとは収録内容が違うBlu-ray Discと、メンバーの21面ジャケットにもなる封入特典「推しメンジャケ仕様ブックレット」が付属し、裏面にはノーメイク（すっぴん）写真のサービスカットがある。ほか、全形態の初回生産分に「イベント参加券」が封入されている。
- 収録内容

シングル表題曲「サマーライオン」「シャウト!!!」「キュピ♥」「ユキウサギ」を含む全16曲を収録。初回盤A・B、Loppi・HMV限定盤には楽曲以外に、メンバーのMCを収録した17のトラックがあり、通常盤とは曲順も違う。
収録曲には、各期生を主体としたユニット名義の楽曲が提供されている。各曲の参加メンバーは以下の通りである。
『ロデオマシーン』ユニット
| ユニット名                     | 楽曲                   | メンバー                                                                                       | 備考（由来など）            |
| ------------------------------ | ---------------------- | ---------------------------------------------------------------------------------------------- | --------------------------- |
| 1st IDOLING!!!                 | Dear Friend            | 外岡えりか・横山ルリカ                                                                         | 1期生メンバー               |
| 2nd IDOLING!!!                 | Smiley Days            | 河村唯・長野せりな・酒井瞳・朝日奈央・三宅ひとみ                                               | 2期生メンバー               |
| HIP♡ATTACK fromアイドリング!!! | オレオレGO!            | 橘ゆりか・大川藍・橋本楓                                                                       | 3期生が結成した派生ユニット |
| 4th IDOLING!!!                 | カルネアデスは痛くない | 倉田瑠夏・伊藤祐奈・尾島知佳                                                                   | 4期生メンバー               |
| 5th IDOLING!!!                 | Baby Baby Sweets       | 高橋胡桃・石田佳蓮・玉川来夢                                                                   | 5期生メンバー               |
| NEO期                          | 雨とワルツ             | 古橋舞悠・関谷真由・橋本瑠果・佐藤麗奈・佐藤ミケーラ倭子                                       | NEO期生メンバー             |
| U-18ing!!!                     | お子様ラブ             | 橋本楓・倉田瑠夏・高橋胡桃・石田佳蓮・玉川来夢・古橋舞悠・橋本瑠果・佐藤麗奈・佐藤ミケーラ倭子 | 18歳以下のメンバー          |

### 収録曲について
上記の説明も含めた通常盤収録曲の、主な解説は以下の通り。
1. シャウト!!! (Album Ver.)
21枚目のシングル表題曲。新たにRemixされたアルバムバージョン。
2. My Fate
本アルバムのリード曲。ミュージック・ビデオやメイキング映像も制作された。メインボーカルは、外岡えりか・横山ルリカ・河村唯・長野せりな・橘ゆりか・大川藍・伊藤祐奈・石田佳蓮・古橋舞悠・関谷真由。
3. Smiley Days
アイドリング!!!2期生5人によるユニット「2nd IDOLING!!!」の楽曲。長野せりなの卒業ソング。
4. 雨とワルツ
アイドリング!!!NEO期生5人によるユニット「NEO期 IDOLING!!!」の楽曲。
5. 夏色キッス☆
20枚目のシングル「サマーライオン」のカップリング曲。
6. サマーライオン
20枚目のシングル表題曲。
7. キュピ♥
22枚目のシングル表題曲。
8. オレオレGO!
アイドリング!!!3期生が結成した派生ユニット「HIP♡ATTACK fromアイドリング!!!」からの提供曲。
9. カルネアデスは痛くない
アイドリング!!!4期生3人によるユニット「4th IDOLING!!!」の楽曲。古代ギリシアの哲学者・カルネアデスの寓話「カルネアデスの板」が由来。
10. お子様ラブ
18歳以下のメンバーによるユニット「U-18ing!!!」の楽曲。
11. ユキウサギ
23枚目のシングル表題曲。
12. I'd Ring
21枚目のシングル「シャウト!!!」のカップリング曲。
13. Baby Baby Sweets
アイドリング!!!5期生3人によるユニット「5th IDOLING!!!」の楽曲。
14. Dear Friend
アイドリング!!!1期生2人によるユニット「1st IDOLING!!!」の楽曲。
15. HELLO
旅立ちをテーマにした、新録のアルバム曲。センターボーカルは、外岡えりか。
16. Happy!!! Happy!!! Birthday!!!
新録のアルバム曲。通常盤では、ボーナス・トラック名義となっている。誕生日を祝うバースデーソング。

## プロモーション
楽曲のプロモーションで、以下のメディアに出演した。
- テレビ番組
  - ミューサタ（2015年3月6・15・20日・4月4日、フジテレビ）
  - 魁!音楽番付 Eight（2015年3月11日、フジテレビ）
  - チャンネル生回転TV Allザップ!（2015年3月17日、BSスカパー!）
  - まいどっ! おかえりリクエスト（2015年3月20日、Music Japan TV）
  - J-POPランキング（2015年3月21日、BS朝日）
  - 音ボケPOPS（2015年3月22日、BS-TBS）
  - アイドリング!!! スペシャル（2015年3月24日、スペースシャワーTV プラス）
- 配信番組
  - 西川貴教のイエノミ!!（2015年3月12日、ニコニコ生放送）
  - パセラボTV（2015年3月12日、パセラボ+PULS+）
  - Happy Jam in Osaka vol.20 第2部（2015年3月21日、ニコニコ生放送）
- ラジオ番組
  - ミュ〜コミ+プラス（2015年3月17日、ニッポン放送）
  - monaka（2015年3月18日、NACK5）
  - エンタメバラエティ THE☆ヒット情報（2015年3月20日、RKBラジオ）
  - 原田伸郎のびのび金曜日（2015年3月20日、ラジオ関西）
  - レコメン!（2015年3月23日、文化放送）
  - ナガオカ×スクランブル（2015年3月25日、CBCラジオ）
  - ハイタッチ!（2015年3月25日、RKBラジオ）
  - うたバッカ木曜日（2015年3月26日、MBSラジオ）
  - ドリンクバー凡人会議（2015年3月28日、RKBラジオ）
  - 井田勝也の年リク!!（2015年4月4日、東海ラジオ）
  - メガコンDJのおねだりミュージック・アワー（2015年4月4日、FM AICHI）
  - Oh!二度漬けラジオ（2015年4月4日、YES-fm）
  - 乃木坂46 永島聖羅のデリシャスミュージック（2015年4月22日、FM AICHI）

- 主催イベント

アルバムの発売記念イベントが、以下の日時・場所で実施された。
「ロデオマシーン」発売記念 ワイドチェキ撮影 & 握手会
- 2015年2月8日 ベルサール新宿セントラルパーク
- 2015年2月21日 六本木・泉ガーデンギャラリー
- 2015年3月8日 六本木・泉ガーデンギャラリーX
- 2015年3月20日 タワーレコード名古屋パルコ店（握手会のみ）
- 2015年3月21日 大阪ATC O's北館4F特設会場

- PR活動

2015年3月11日、選抜されたメンバーが、グループと交流があるJリーグクラブ・FC東京のクラブハウスを訪問し、同クラブの応援歌（チャント）に使用されている「サマーライオン」が収録された本アルバムのPRを行った。現場では、マスコット・東京ドロンパをはじめ、マッシモ・フィッカデンティ監督や選手達と親睦を深めた。
- その他

購買者に対し、特定の対象店舗のみ先着で、B3ポスターを付ける特典キャンペーンを実施した。
カラオケ本舗・コシダカホールディングス傘下のカラオケボックスで、リード曲「My Fate」などを対象に、同社制作の携帯アプリ「すきっと」を利用してメンバー本人の映像コメントを視聴できる、発売記念企画が実施された。
ほか、本アルバムに関するプロモーションが各地で展開され、街中ビジョンや各大型店舗にて、メンバーのコメント動画やミュージック・ビデオ、CMなどがオンエアーされた。

## ミュージック・ビデオ
リリースに先行して、リード曲「My Fate」のショートバージョンがGYAO!・YouTubeで無料公開されている。このフルバージョンはLoppi・HMV限定盤のBlu-ray Discに収録された。
映像は、スタジオでのダンスパフォーマンスのほか、ドラマ風のアクションシーンが挿入されている。ロケ地は静岡県伊東市で、主に湯川鹿島神社と松月院で撮影され、地元出身の映画監督・松村清秀が演出を担当した。劇中では、往年の特撮ヒーロー役で著名な俳優・宮内洋が特別出演した。メンバーは、上述のメインボーカルを務めた10名の内、外岡えりか・河村唯・大川藍・伊藤祐奈・石田佳蓮・古橋舞悠・関谷真由の7名が出演。巫女役に扮し、襲いかかる悪漢との殺陣を演じている。

## ライブ・パフォーマンス
発売記念イベントも兼ねたミニライブが、以下の日時・場所で実施された。
「ロデオマシーン」発売記念ミニライブ 
- 2015年3月18日 お台場ヴィーナスフォート 2F教会広場
- 2015年3月19日 クラブチッタ川崎
- 2015年3月22日 ダイバーシティ東京プラザ 2Fフェスティバル広場

2015年4月に開催したライブフェス『アイドリング!!!FES 2015』で、収録曲の大部分がセットリストに組まれた。ほか、以下のライブ公演に出演し、楽曲を披露している。
- Kyushu Idol Summit Vol.2（2015年3月20日、小倉あるあるCity B1Fスタジオ）
- Happy Jam in Osaka vol.20 第2部（2015年3月21日、関西テレビなんでもアリーナ）
- アイドリング!!!13号長野せりな卒業ライブ『ぷにぷに・またね・だいすき』（2015年3月28日、渋谷公会堂）
- アイドリング!!!FES 2015『10年目の明日ング!!! 心機一転←!!!→初志貫徹』（2015年4月5日、豊洲PIT）
- アイドル甲子園
  - in 大阪BIG CAT（2015年5月3日、大阪BIG CAT）
  - in NAGOYA CLUB（2015年5月4日、名古屋CLUB QUATTRO）
- @JAM 2015 Day1（2015年5月30日、Zepp DiverCity）

## アートワーク
ジャケット衣装はリード曲「My Fate」の、甲冑をイメージした黒いステージ衣装と同様のもの。
ジャケットカヴァーは形態ごとに異なる。初回盤Aはグループの1期〜3期生のフォトに馬と青紫のロゴ、初回盤Bは4期〜NEO期生のフォトにバッファローと緑のロゴ、通常盤とLoppi・HMV限定盤は収録メンバー全員でのフォトで、カウボーイハットと赤いロゴとなっている。メンバーの割り振りは以下の通りである。
| 形態                    | メンバー |
| ----------------------- | --- |
| 初回盤A                 | 横山ルリカ・外岡えりか・河村唯・長野せりな・酒井瞳・朝日奈央・三宅ひとみ・橘ゆりか・大川藍・橋本楓                   |
| 初回盤B                 | 倉田瑠夏・伊藤祐奈・尾島知佳・高橋胡桃・石田佳蓮・玉川来夢・古橋舞悠・関谷真由・橋本瑠果・佐藤麗奈・佐藤ミケーラ倭子 |
| 通常盤 Loppi・HMV限定盤 | 上記全メンバー21人                                                                                                   |

## チャート成績
オリコンデイリーランキング最高4位、ウィークリーランキング5位を記録し、Billboard JAPANは3位。サウンドスキャンジャパンでは、通常盤が3位を記録した。
ウィークリー3位だった前作『GOLD EXPERIENCE』よりオリコン順位は下げたが、初週の売上枚数では歴代アルバム6枚の中で最高を記録した。

## 収録トラック
| #         | タイトル                                         | 作詞                   | 作曲                       | 編曲                     | 時間  |
| --------- | ------------------------------------------------ | ---------------------- | -------------------------- | ------------------------ | ----- |
| 1.        | 「シャウト!!!」(Album Ver.)                      | コバヤシユウジ、MEG.ME | コバヤシユウジ、加賀爪TADD | T-Green、斉藤信之(Remix) | 4:00  |
| 2.        | 「My Fate」                                      | MEG.ME                 | MEG.ME                     | MEG.ME                   | 4:09  |
| 3.        | 「Smiley Days」(2nd IDOLING!!!)                  | 近藤圭一               | 近藤圭一                   | 近藤圭一                 | 3:45  |
| 4.        | 「雨とワルツ」(NEO期 IDOLING!!!)                 | KOH                    | KOH                        | KOH                      | 4:15  |
| 5.        | 「夏色キッス☆」                                  | 多田慎也               | 多田慎也                   | MEG.ME                   | 4:48  |
| 6.        | 「サマーライオン」                               | SAKRA                  | SAKRA                      | SAKRA                    | 3:48  |
| 7.        | 「キュピ♥」                                      | 奥村愛子               | 奥村愛子                   | 宮崎誠                   | 3:42  |
| 8.        | 「オレオレGO!」(HIP♡ATTACK from アイドリング!!!) | hiroyuki suezaki       | 浅田将明                   | 浅田将明                 | 3:46  |
| 9.        | 「カルネアデスは痛くない」(4th IDOLING!!!)       | 酒井健作               | うちやえゆか、SAKRA        | SAKRA                    | 3:39  |
| 10.       | 「お子様ラブ」(U-18ing!!!)                       | 奥村愛子               | 奥村愛子                   | 横山裕章                 | 3:34  |
| 11.       | 「ユキウサギ」                                   | 松井亮太、waio         | 松井亮太                   | waio                     | 4:48  |
| 12.       | 「I'd Ring」                                     | SAKRA                  | SAKRA                      | SAKRA                    | 5:14  |
| 13.       | 「Baby Baby Sweets」(5th IDOLING!!!)             | 大橋莉子               | 大橋莉子                   | 大橋莉子                 | 4:31  |
| 14.       | 「Dear Friend」(1st IDOLING!!!)                  | 藤末樹                 | 藤末樹                     | 藤末樹                   | 3:46  |
| 15.       | 「HELLO」                                        | her0ism、山下和彰      | her0ism、山下和彰          | 山下和彰                 | 4:53  |
| 16.       | 「Happy!!! Happy!!! Birthday!!!」(Bonus Track)   | うちやえゆか           | うちやえゆか               | SAKRA                    | 1:34  |
| 合計時間: | 合計時間:                                        | 合計時間:              | 合計時間:                  | 合計時間:                | 63:58 |

| #   | タイトル | 作詞 | 作曲・編曲 | 時間 |
| --- | --- | ---- | ---------- | ---- |
| 1.  | 「MC1」 |      |            | 0:52 |
| 2.  | 「My Fate」                                                                                                 |      |            | 4:08 |
| 3.  | 「MC2」 |      |            | 1:01 |
| 4.  | 「サマーライオン」                                                                                          |      |            | 3:47 |
| 5.  | 「MC3」 |      |            | 0:29 |
| 6.  | 「夏色キッス☆」                                                                                             |      |            | 4:46 |
| 7.  | 「MC4」(MC: 古橋舞悠・関谷真由・橋本瑠果・佐藤麗奈・佐藤ミケーラ倭子)                                       |      |            | 1:04 |
| 8.  | 「雨とワルツ」(NEO期 IDOLING!!!)                                                                            |      |            | 4:14 |
| 9.  | 「MC5」(MC: 高橋胡桃・石田佳蓮・玉川来夢)                                                                   |      |            | 0:48 |
| 10. | 「Baby Baby Sweets」(5th IDOLING!!!)                                                                        |      |            | 4:30 |
| 11. | 「MC6」(MC: 橋本楓・倉田瑠夏・高橋胡桃・石田佳蓮・玉川来夢・古橋舞悠・橋本瑠果・佐藤麗奈・佐藤ミケーラ倭子) |      |            | 1:08 |
| 12. | 「お子様ラブ」(U-18ing!!!)                                                                                  |      |            | 3:34 |
| 13. | 「MC7」 |      |            | 0:47 |
| 14. | 「I'd Ring」                                                                                                |      |            | 5:13 |
| 15. | 「MC8」 |      |            | 0:59 |
| 16. | 「シャウト!!!」(Album Ver.)                                                                                 |      |            | 3:58 |
| 17. | 「MC9」 |      |            | 0:52 |
| 18. | 「キュピ♥」                                                                                                 |      |            | 3:41 |
| 19. | 「MC10」(MC: 倉田瑠夏・伊藤祐奈・尾島知佳)                                                                  |      |            | 1:12 |
| 20. | 「カルネアデスは痛くない」(4th IDOLING!!!)                                                                  |      |            | 3:38 |
| 21. | 「MC11」(MC: 橘ゆりか・大川藍・橋本楓)                                                                      |      |            | 1:08 |
| 22. | 「オレオレGO!」(HIP♡ATTACK fromアイドリング!!!)                                                             |      |            | 3:44 |
| 23. | 「MC12」 |      |            | 1:10 |
| 24. | 「ユキウサギ」                                                                                              |      |            | 4:47 |
| 25. | 「MC13」(MC: 河村唯・長野せりな・酒井瞳・朝日奈央・三宅ひとみ)                                              |      |            | 0:58 |
| 26. | 「Smiley Days」(2nd IDOLING!!!)                                                                             |      |            | 3:44 |
| 27. | 「MC14」(MC: 外岡えりか・横山ルリカ)                                                                        |      |            | 0:40 |
| 28. | 「Dear Friend」(1st IDOLING!!!)                                                                             |      |            | 3:44 |
| 29. | 「MC15」 |      |            | 0:38 |
| 30. | 「Happy!!! Happy!!! Birthday!!!」                                                                           |      |            | 1:35 |
| 31. | 「MC16」 |      |            | 0:35 |
| 32. | 「HELLO」                                                                                                   |      |            | 4:29 |
| 33. | 「MC17」 |      |            | 0:57 |

| #  | タイトル                                                                                         | 作詞 | 作曲・編曲 |
| -- | ------------------------------------------------------------------------------------------------ | ---- | ---------- |
| 1. | 「アイドリング!!! 14th Live「井の中のアイドリング!!! 大海でバタアシング!!!」」(ダイジェスト映像) |      |            |

| #  | タイトル                                         | 作詞 | 作曲・編曲 |
| -- | ------------------------------------------------ | ---- | ---------- |
| 1. | 「サマーライオン」(Music Video)                  |      |            |
| 2. | 「シャウト!!!」(Music Video)                     |      |            |
| 3. | 「キュピ♥」(Music Video)                         |      |            |
| 4. | 「ユキウサギ」(Music Video)                      |      |            |
| 5. | 「ロデオマシーン」(ジャケット撮影メイキング映像) |      |            |

| #  | タイトル                      | 作詞 | 作曲・編曲 |
| -- | ----------------------------- | ---- | ---------- |
| 1. | 「My Fate」(Music Video)      |      |            |
| 2. | 「My Fate」(MVメイキング映像) |      |            |